# Мальнев, Николай Дмитриевич
Никола́й Дми́триевич Ма́льнев (9 мая 1926 — 16 августа 2012) — новатор в производстве, наладчик ОАО «КамАЗ».

## Биография
Родился 9 мая 1926 года в селе Выполозово (ныне — Солнцевского района Курской области) в семье рабочих, его отец был шахтёром Донбасса.
В 1941 году окончил 7 классов и поступил в Болоховское горное ремесленное училище № 6.
В декабре 1944 года Николай Дмитриевич был призван в действующую армию. Участник Великой Отечественной войны с 1944 по 1945 годы, тяжело ранен в ходе ликвидации Курляндской группировки противника, лечение проходил в госпитале города Риги.
В 1952—1955 годах работал на угольных шахтах Подмосковья. В 1956—1972 — электрик на промышленных предприятиях Камышина (Волгоградская область), участник строительства крупнейшего в Европе хлопчатобумажного комбината).
В 1972—1990 годах (с перерывом) — наладчик (с 1976 — бригадир наладчиков) цеха карданных валов автомобильного завода ПО «КамАЗ». Принял участие в монтажных и пусконаладочных работах, освоении мощностей предприятия. В 1972—1973 стажировался на Волжском автозаводе в г. Тольятти.
Коллектив бригады Н. Д. Мальнева изготовил комплекты карданных валов для сборки свыше 930 тыс. штук автомобилей «КамАЗ». Является одним из инициаторов по внедрению комплексных творческих планов повышения эффективности производствава и качества работы (с 1979). Наставник молодёжи, подготовил и обучил своей профессии свыше 30 молодых рабочих. Победитель социалистического соревнования за право сборки первых автомобилей «КамАЗ», а также 25-тысячных (1977) и 50-тысячных (1978) автомобилей завода.
Был депутатом Верховного Совета ТАССР в 1985—1990 годах.
Умер 16 августа 2012 года в Набережных Челнах.

## Награды и Звания
- Звание Героя Социалистического Труда присвоено за выдающиеся успехи, достигнутые при сооружении 2-й очереди и освоении мощностей "КамАЗ"а (14 сентября 1981).
- Награждён двумя орденами Ленина, орденами Октябрьской Революции, Отечественной войны 2-й степени и медалями, среди которых «За Победу над Германией в Великой Отечественной войне 1941—1945 гг.» и «За трудовое отличие»[2].
- Почётный гражданин города Набережные Челны (1987).
- Награждён медалью «65 лет Победы в Великой Отечественной войне» (2010).[3][4]

## Память
- Занесён в книгу Почёта ПО «КамАЗ» (1976), признан «Лучшим по профессии» на уровне завода, объединения, Минавтопрома СССР (1977).
- В день рождения — 9 мая 2009 года — Мальнева торжественно поздравляли с днём рождения и Днём Победы.[5]